# Hari Nef
Hari Nef (Filadèlfia, Estats Units, 21 d'octubre de 1992) és una actriu, model i escriptora estatunidenca. El 2015 va debutar a la Fashion Week Spring de Nova York per les marques Hood By Air i Eckhaus Latta. Es va convertir en la primera dona obertament transgènere que va aparèixer a la portada d'una important revista britànica. Nef ha escrit sobre una gran varietat de temes, des de belles arts i cinema fins a sexe, gènere i identitat transgènere. Viu a la ciutat de Nova York.

## Primers anys
Hari Nef va néixer a Filadèlfia en una família jueva. Els seus pares són David Neff, un executiu de publicitat, i Robin Clebnik. Els seus pares es van divorciar quan ella tenia dos anys i la seva mare la va criar a Newton, Massachusetts.
Hari va començar a estudiar a la Universitat de Colúmbia el 2011 i es va graduar amb un títol del programa teatral el maig de 2015.

## Carrera

### Actriu
Nef va interpretar a Tante Gittel a la sèrie de televisió del 2015 Transparent, que va guanyar un Emmy. Gittel és un avantpassat de la família Pfefferman que va viure la seva vida com a travesti a Berlín, Alemanya, durant la República de Weimar i que finalment va ser assassinada durant l'Holocaust. El creador Joey Soloway va escriure el paper per a Nef després que els dos es connectaren a les xarxes socials i assistiren junts a una festa del PFLAG. A l'estiu del 2015, Nef va participar en la segona temporada de Transparent, que va debutar el desembre d'aquest any. També va protagonitzar el vídeo musical de The Drums "There Is Nothing Left" a l'agost.
El 2018, Nef va protagonitzar el thriller de comèdia de Sam Levinson Assassination Nation. La pel·lícula és protagonitzada per Nef al costat d'Odessa Young, Suki Waterhouse i Abra. El mateix any, va tenir un paper recurrent com Blythe a la sèrie de televisió de thriller psicològic de Lifetime You. El 2018, Nef va fer el seu debut al teatre a Nova York com a protagonista a Daddy de Jeremy O. Harris.
El 2022, Nef va protagonitzar la pel·lícula de comèdia 1Up, al costat de Ruby Rose, Paris Berelc, Taylor Zakhar Perez i Nicholas Coombe. També protagonitzarà la propera sèrie dramàtica de HBO The Idol.

### Escriptora
Nef ha escrit perfils sobre diversos artistes i personalitats culturals, com ara la cantant i actriu Cristina Ortiz Rodríguez i la sèrie biogràfica espanyola Veneno de Javier Calvo i Javier Ambrossi. Els seus escrits han aparegut a Dazed, Vice, Original Plumbing i BLACKBOOK. També ha escrit una columna regular sobre consells i experiències sexuals a Adult Mag de Sarah Nicole Prickett.

### Modelatge
El 2014, Nef va ser a la portada de la revista Frische en el número 6-FW14. Aquest mateix any es va situar en el número 68 de la llista Dazed 100. Nef també es va situar al capdamunt del Dazed Readers 100, ocupant el primer lloc de la classificació general, i va aparèixer a l'i-D Pre-Fall Issue dues vegades.
El 2015 va tornar a desfilar a les passareles de la Fashion Week de Nova York, incloent-hi per a les marques Adam Selman, VFiles, Vejas, Degen i Eckhaus Latta, un cop més. Al maig del mateix any, Nef va signar amb IMG Models, convertint-la en la primera model obertament transgènere signada amb aquesta agència. El diari The Forward la va incloure al Forward 50, una llista dels 50 jueus-americans més influents de l'any.
Elle va imprimir portades especials de col·leccionista per al seu número de setembre de 2016, una de les quals incloia a Nef, sent aquesta la primera vegada que una dona obertament transgènere apareixia a la portada d'una important revista comercial britànica.
El gener de 2017, Nef va protagonitzar un anunci de televisió per a la línia True Match de L'Oréal Paris al costat de Blake Lively, Lara Stone i Xiao Wen Ju. La campanya es va estrenar a la retransmissió dels Globus d'Or 2017.

## Filmografia
| Any  | Títol                    | Personatge   | Notes        |
| ---- | ------------------------ | ------------ | ------------ |
| 2013 | Hellaware                | Cy           |              |
| 2014 | She Told Me She Was Dead | Amber Mugabe | Curtmetratge |
| 2015 | Self Aware               |              | Curtmetratge |
| 2015 | Family Tree              |              | Curtmetratge |
| 2016 | Crush                    | Clare        | Curtmetratge |
| 2017 | A–Z of Hair              |              | Curtmetratge |
| 2018 | Mapplethorpe             | Tinkerbelle  |              |
| 2018 | Assassination Nation     | Bex Warren   |              |
| 2020 | First Date               | Alex         | Curtmetratge |
| 2022 | 1Up                      | Sloane       |              |
| 2022 | Meet Cute                | Chai         |              |
| 2023 | Barbie                   | Barbie       | En rodatge   |

| Any  | Títol                     | Personatge               | Notes                                         |
| ---- | ------------------------- | ------------------------ | --------------------------------------------- |
| 2015 | Transparent               | Gittel                   | Personatge recurrent (5 episodis)             |
| 2017 | Love Advent               | Herself                  | Episodi: "Hari Nef"                           |
| 2018 | You                       | Blythe                   | Personatge recurrent (4 episodis)             |
| 2018 | Camping                   | Nia                      | Episodi: "Up All Night"                       |
| 2020 | Acting for a Cause        | Polonius                 | Episodi: "Hamlet"                             |
| 2020 | Day by Day                | Annabelle Clarke (voice) | Episodi: "#AnnabelleClarkeIsOverParty"        |
| 2020 | Room 104                  | Katherine                | Episodi: "The Murderer"                       |
| 2022 | And Just Like That...     | Rabbi Jen                | Episodi: "Seeing the Light"                   |
| 2022 | The Marvelous Mrs. Maisel | L. Roy Dunham            | Episodi: "Maisel vs. Lennon: The Cut Contest" |
| 2023 | The Idol                  |                          | Personatge principal, producció               |
| TBA  | Extrapolations            |                          | Producció                                     |